# Fentanyl
Le fentanyl (R5240, sel citrique), appelé aussi apache ou dance fever, est une drogue à propriété analgésique opioïde, synthétisée pour la première fois par le docteur Paul Janssen (Janssen Pharmaceutica) en Belgique vers la fin des années 1950. Son utilisation initiale visait à soulager la douleur des patients atteints de cancer en phase terminale. Son potentiel analgésique vaut environ 100 fois celui de la morphine et 50 fois celui de l'héroïne pure et de l'oxycodone. Le fentanyl est dans la plupart des pays une substance réglementée assimilée aux stupéfiants et se trouve au cœur de la crise américaine des opioïdes depuis les années 2010.
Le fentanyl a été introduit dans la pratique médicale dans les années 1960 sous forme d'anesthésique intraveineux. À l'état gazeux, il a une odeur caractéristique d'orange. Le fentanyl a une dose létale médiane (DL50) de 3,1 mg/kg chez les rats et de 0,03 mg/kg chez les chimpanzés. Selon les auteurs, la DL50 chez l’humain n'est pas connue avec précision mais est estimée à environ 2 mg ou bien a une valeur de 0,25 mg.

## Spécialités
- Durogesic (Belgique, France, Suisse)
- Abstral (Belgique)
- Fentanyl EG (Belgique, France)
- Fentanyl Sandoz (Belgique, Suisse)
- Instanyl (Belgique, France)
- Matrifen (Belgique)
- Fentadon (Belgique)
- Effentora (France)
- Pecfent (France)
- Fentanyl Spirig (Suisse)
- Fentanyl Mepha (Suisse)
- DuragesicMD MAT, FentoraMD, pms-Fentanyl MTX, RAN-Fentanyl Matrix Patch, ratio-Fentanyl, Sandoz Fentanyl, Teva-Fentanyl (Canada)

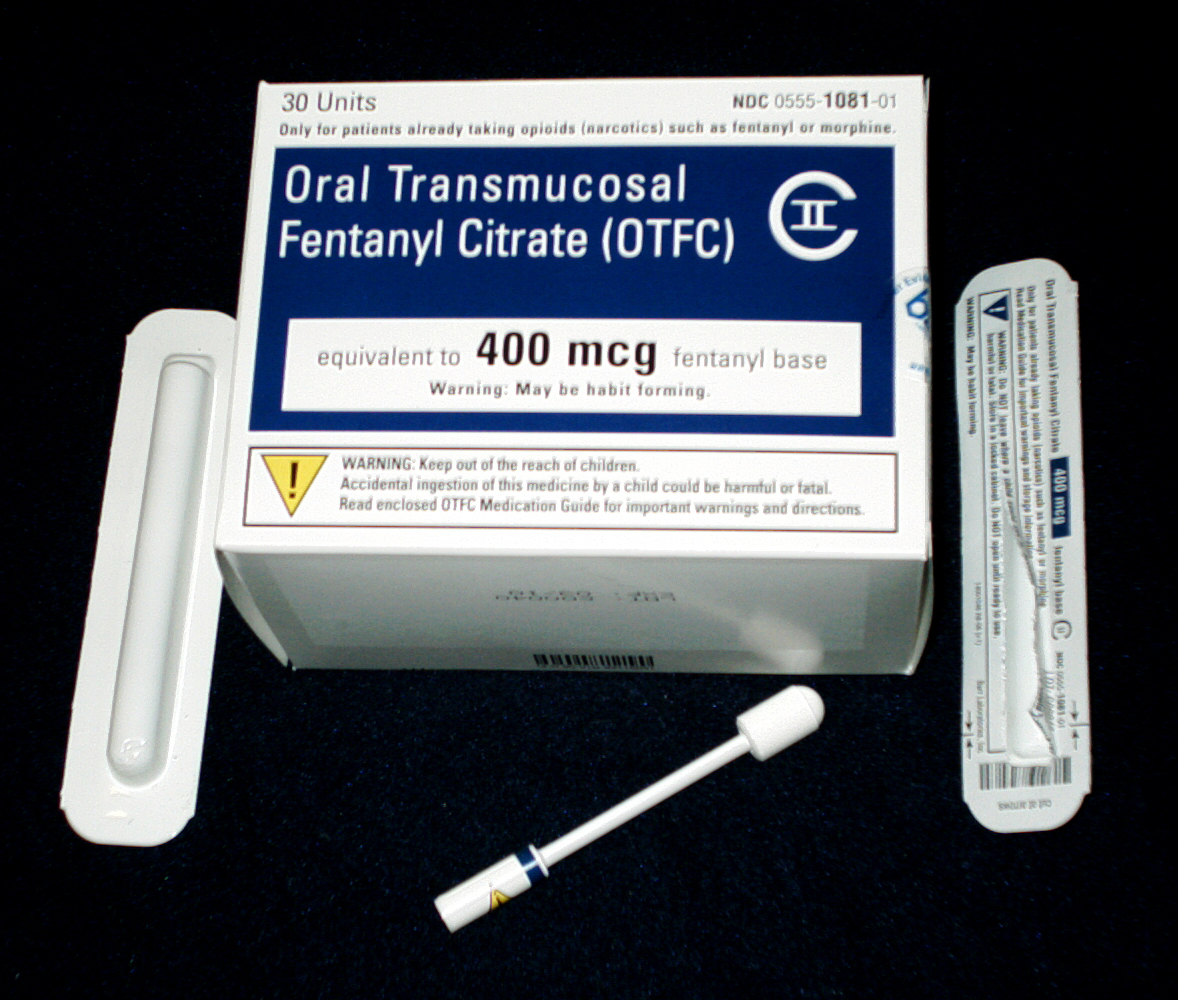
Sucette de Fentanyl de marque Actiq, 400 µg.

L'industrie pharmaceutique a développé divers analogues du fentanyl, notamment l'alfentanil ; le sufentanil ; le rémifentanil et le carfentanil. L'acétyl fentanyl est proche du fentanyl mais n'a jamais été homologué pour usage médical.

## Utilisation thérapeutique
Le fentanyl est utilisé pour des douleurs chroniques permanentes, intenses, résistantes aux autres antalgiques et d'origine cancéreuse (douleur par excès de nociception)[réf. nécessaire]. Comme la plupart des opioïdes, il s'agit d'un antalgique de palier III,.
Sur le plan médical, le fentanyl est utilisé par injection, par timbre transdermique, en vaporisateur nasal ou dans la bouche.

## Usage comme drogue
Le fentanyl pur n'est pas classé comme une drogue, mais plutôt comme un analgésique extrêmement puissant utilisé avec une grande prudence dans les environnements hospitaliers.
Comme beaucoup d'opioïdes, le fentanyl est aussi utilisé comme drogue. Il provoque les effets secondaires typiques des opiacés (euphorie, analgésie, bien-être, somnolence, etc.), ainsi qu'une forte dépendance physique et psychologique.
Les trafiquants mexicains tirent avantage du faible coût du fentanyl par rapport au prix auquel il est vendu par les trafiquants. Ceux-ci peuvent acheter un kilogramme de fentanyl en Chine pour environ 5 000 dollars et le convertir en produits d'une valeur de revente de plus de 1,5 million de dollars. En conséquence, le fentanyl rapporte énormément aux cartels principalement mexicains. Toutefois, l'accroissement rapide du marché aux États-Unis a encouragé la participation à ce marché lucratif de trafiquants sans lien avec les cartels. La Chine est un important producteur, en particulier en ce qui concerne les précurseurs, et expédie souvent à des laboratoires clandestins au Mexique, d'où ils entrent aux États-Unis en tant que drogue.
La dangerosité du fentanyl réside dans le fait que les toxicomanes le combinent souvent avec d'autres substances, le mélange le plus répandu étant le fentanyl, la cocaïne et l'héroïne, connu sous le nom de « speedball » par les toxicomanes.
En France, afin de limiter le mésusage médicamenteux, les spécialités pharmaceutiques à base de fentanyl sont soumises au statut de médicament stupéfiant.

### Marché noir
En Europe, le fentanyl est peu répandu sur le marché noir, bien qu'il inspire la vigilance des autorités,. Certains toxicomanes arrivent à se procurer des patches transdermiques via une ordonnance médicale et les mâchent comme des chewing-gums pour obtenir des effets plus rapides.
En Asie, le fentanyl est souvent vendu comme un substitut à l'héroïne coûtant moins cher. Le fentanyl est environ 50 fois plus puissant que l'héroïne. Certains toxicomanes sont morts d'une surdose de fentanyl qu'ils pensaient être de l'héroïne.
En Amérique du Nord, l'héroïne est souvent coupée au fentanyl. Une dose d'héroïne agit de 6 h à 12 h, et une dose de fentanyl agit 2 h en moyenne[réf. nécessaire]. Le fentanyl joue un rôle central dans la crise des opioïdes.
En 2023, des réseaux de trafic impliquant la Chine et le Mexique, en particulier le cartel de Sinaloa et des entreprises pharmaceutiques chinoises sont sanctionnés par les États-Unis. Dans ce dernier pays, sur 106 000 overdoses mortelles en 2022, 70 000 étaient liées au fentanyl,,.

### Contrefaçon
La circulation de versions illégales a explosé en 2013 et, depuis, les trafiquants en incorporent fréquemment dans des comprimés contrefaits, en faisant ainsi l'une des drogues les plus létales depuis la seconde moitié des années 2010. Ils en mélangent également à de l’héroïne, avec le risque de provoquer l’arrêt du système respiratoire du consommateur.
La xylazine est aussi utilisée comme adjuvant.

### Mortalité
Quatre facteurs contribuent à la mortalité des consommateurs de fentanyl. Tout d'abord, à partir des années 1990, les médecins américains ont prescrit excessivement cette substance, la considérant comme un traitement miracle pour soulager la douleur. Les laboratoires ont même encouragé ces prescriptions en proposant parfois des échantillons gratuits. Deuxièmement, le fentanyl est hautement addictif. Troisièmement, sa puissance est extrême, avec une dose létale estimée à seulement 2 mg, soit cent fois moins que celle de l'héroïne. Cela rend l'overdose bien plus probable avec le fentanyl qu'avec l'héroïne. Enfin, le fentanyl a été produit clandestinement par des trafiquants de drogue, saturant les rues des États-Unis et du Canada. Moins cher que l'héroïne, il a également été utilisé pour couper cette dernière afin d'augmenter les profits des trafiquants. Malheureusement, les consommateurs d'héroïne, ignorants de cette pratique, injectent souvent une dose mortelle de fentanyl au lieu de leur dose habituelle.

#### États-Unis

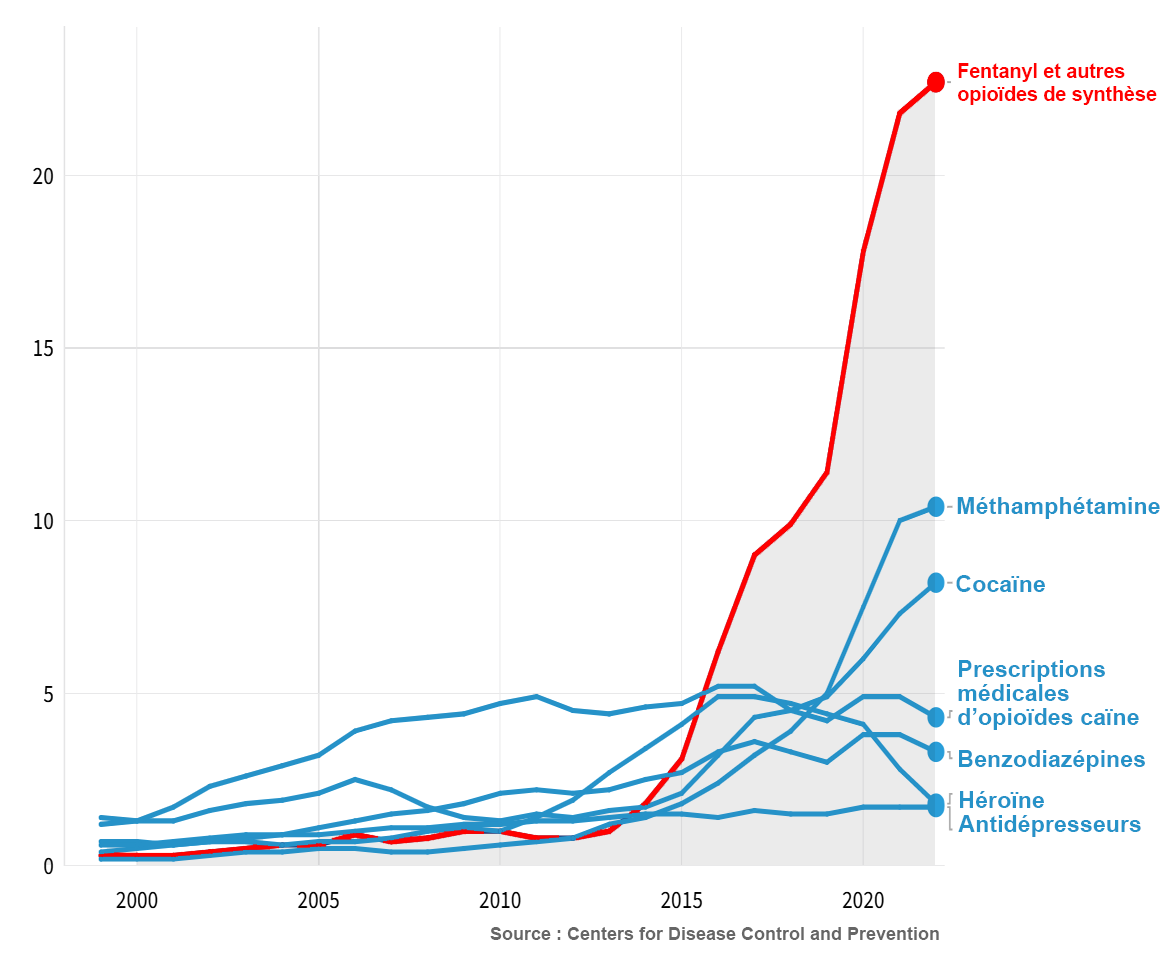
Evolution de la mortalité par overdose (drogue) ; par substance et pour 100 000 personnes, aux USA de 1999 à 2022 ; en 2022, le fentanyl a été impliqué dans plus de décès par overdose que toute autre drogue dans ce pays

De 2014 à 2016, les surdoses mortelles de fentanyl aux États-Unis ont augmenté de 540 %, avec 20 100 décès en 2016 causés par ce produit (monde), presque 7 fois plus qu'en 2014, en faisant la première cause de mortalité parmi les 64 000 décès recensés dus à l'usage de drogues. Aux États-Unis, en 2021, une personne est morte des effets de ce produit toutes les sept minutes en moyenne, ce qui représente 72 000 décès sur l'année. Entre 2013 et 2022, cette drogue a tué plus de 300 000 personnes, et en 2022, le fentanyl est devenu la première cause de décès chez les 18-49 ans avec 76 000 décès sur 111 000 surdoses. En 2023, les autorités dénombrent 75 000 décès.

#### Canada
Au Canada, les morts par surdose de fentanyl ont mené à une crise sanitaire depuis septembre 2015. En 2016, les morts dues aux surdoses de fentanyl représentent une moyenne de deux personnes par jour pour la seule Colombie-Britannique, avec 371 morts pour les six premiers mois de l'année, une augmentation de 74 % par rapport à l'année précédente. Dans la nuit du 15 au 16 décembre 2016, à Vancouver (Canada), 9 personnes sont mortes de surdose au fentanyl.

### Victimes notables
Depuis 2016, plusieurs célébrités ont été victimes de ce produit :
- le chanteur Prince est mort le 21 avril 2016 d'une surdose de fentanyl[25] ;
- l'artiste rap emo Lil Peep trouve la mort le 15 novembre 2017 à l'âge de 21 ans par interaction entre fentanyl et alprazolam (Xanax). Le bilan toxicologique a décelé plus de dix drogues à l'autopsie, mais le décès serait dû à l'association à haute dose de ces deux substances ;
- le rocker américain Tom Petty est mort le 2 octobre 2017, à l'âge de 66 ans. Ses proches révèlent en janvier 2018 qu'il a succombé à une surdose d'opiacés parmi lesquels le fentanyl[26] ;
- le rappeur Mac Miller est mort le 7 septembre 2018, à l'âge de 26 ans, par interaction entre fentanyl et cocaïne ;
- le rappeur Juice Wrld est mort le 8 décembre 2019, à l'âge de 21 ans, des suites d'une overdose d'opiacés, parmi lesquels le fentanyl ;
- le skateur professionnel Jeff Grosso (en) est mort le 31 mars 2020, à l'âge de 51 ans, d'une cardiomégalie. En décembre 2020, l'analyse toxicologique effectuée lors de son autopsie révèle qu'il avait du fentanyl dans son corps lors de sa mort[27].
- l'acteur Logan Williams (hu) est mort d'une overdose le 2 avril 2020, à l'âge de 16 ans. Il luttait depuis trois ans contre son addiction à cet opioïde[28] ;
- le rappeur américain Coolio est mort d'une overdose de fentanyl le 28 septembre 2022, à l'âge de 59 ans, selon l'autopsie publiée par le comté de Los Angeles[29] ;
- Leandro de Niro-Rodriguez, petit fils de Robert de Niro, meurt le 2 juillet 2023 des suite d'une surdose d'un mélange de fentanyl, de bromazolam, d'alprazolam, de 7-amino-clonazépam, de kétamine et de cocaïne[30] ;
- Angus Cloud meurt le 31 juillet 2023 des suites d’un mélange mortel de fentanyl, cocaïne, méthamphétamine et benzodiazépine[31] .

## Usage vétérinaire
Le fentanyl (Fentadon) est indiqué pour le contrôle de la douleur au cours d’interventions chirurgicales, orthopédiques et des tissus mous, particulièrement douloureuses chez le chien. Le contrôle de la douleur pendant la phase post-opératoire est également visé.

## Arme chimique dérivée
En 2002, les forces spéciales russes mettent fin à la prise d'otages du théâtre de Moscou menée par des terroristes tchétchènes après avoir introduit dans le bâtiment un gaz dit « paralysant », le Kolokol-1, à base de fentanyl (d'après les analyses réalisées sur les vêtements des victimes, il s'agirait plutôt de carfentanil, un dérivé de fentanyl, utilisé essentiellement comme anesthésique pour la sédation de gros mammifères). L’opération tue la majorité des preneurs d’otages et 130 spectateurs.

## Criminalité associée
La crise des opioïdes aux États-Unis débute dans les années 2000, consécutive notamment à l’usage détourné de substances opioïdes. La mortalité liée aux opioïdes est due de manière croissante au fentanyl, un analgésique de synthèse puissant prescrit essentiellement dans le cadre de cancers en phase terminale, mais qui fait aussi l’objet d’une production et de trafics illicites.
John Kapoor, le fondateur d'Insys Therapeutics (en), a été condamné le 23 janvier 2020 par le tribunal de Boston à cinq ans et demi de prison pour avoir payé de nombreux médecins afin qu'ils prescrivent le spray au fentanyl commercialisé par Insys.

### Vidéos
- Bertrand Monnet, « Narco Business, Du cartel mexicain de Sinaloa aux rues de New York : au cœur du business du fentanyl » [vidéo], sur Le Monde, 17 novembre 2023 (consulté le 6 décembre 2023), trois épisodes.